# Bayram Ali Khan
Bayram Ali Khan fou un kan o príncep de Merv (1783-1786) de la dinastia dinastia qajar. La seva nissaga governava a Merv des del temps del safàvida Abbas I el Gran. Bayram fou reputat com a guerrer valent i va lluitar contra Shah Murad Khan de Bukharà, guerra en la que va caure en una emboscada i va resultar mort. El seu fill segon, Muhammad Karim, el va succeir a Merv mentre el fill gran Muhammad Husayn es va dedicar als estudis a Mashad i fou conegut com el Plató de la seva època.